# Heinrich Dernburg

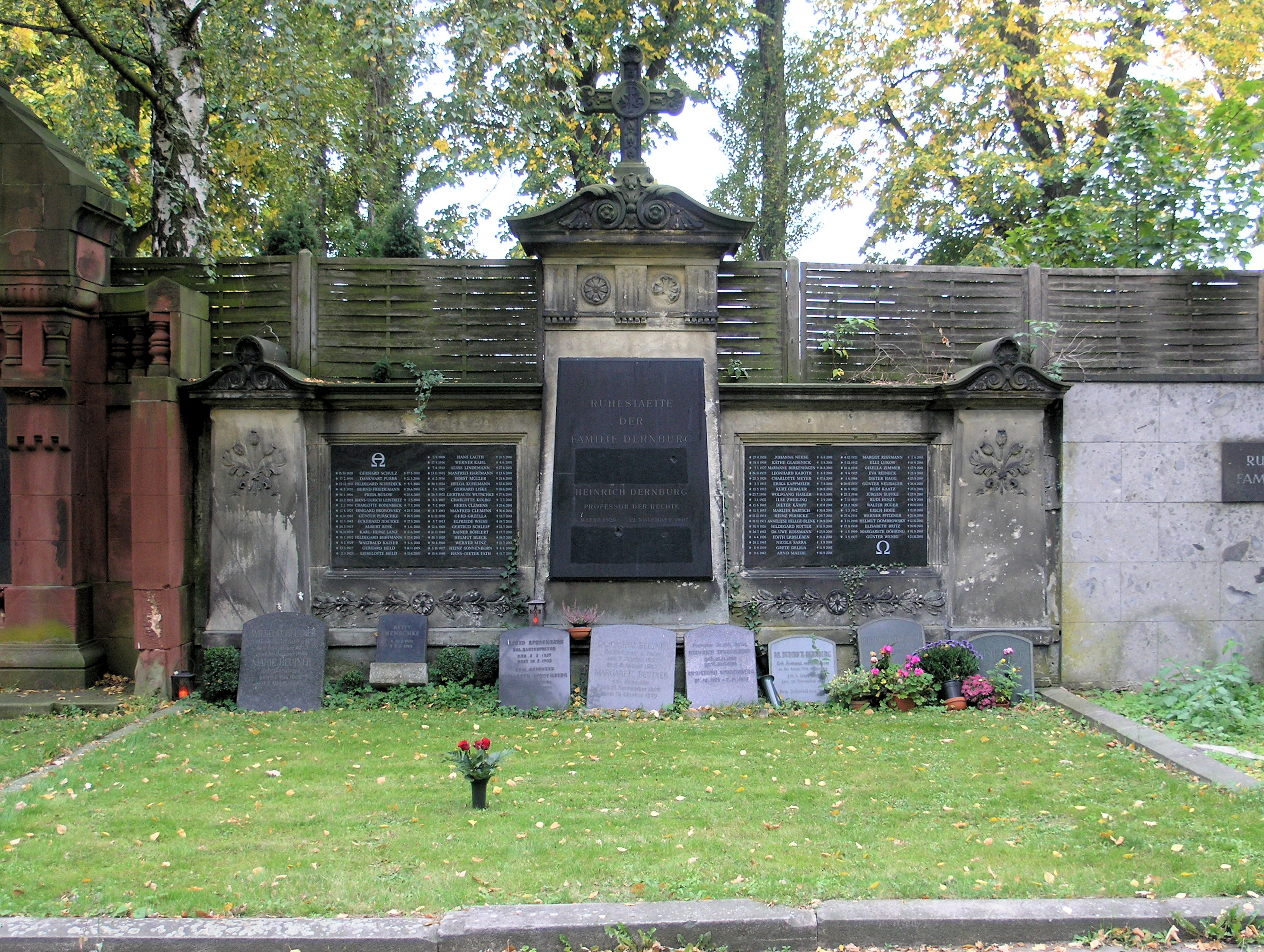
Heinrich Dernburgs grav.

Heinrich Dernburg, född 3 mars 1829 i Mainz, död 23 november 1907 i Charlottenburg, var en tysk jurist; bror till Friedrich Dernburg.
Dernburg blev 1852 professor i Zürich, 1862 i Halle an der Saale  och 1873 vid Berlins universitet, där hans ämnen var romersk och allmän preussisk rätt. Han valdes 1866 till Halles och 1873 till Berlins universitets representant i preussiska herrehuset, där han understödde Otto von Bismarcks politik. 
Dernburgs förnämsta arbete är Lehrbuch des preußischen Privatrechts und der Privatrechtsnormen des Reichs (tre band, 1871-80: band I och II i femte upplagan 1894-97). Vidare märks hans Pandekten (tre band, 1884-87; sjunde upplagan 1902-03).